# Тбіліський емірат
 Увага: Не вказане значення "continent"
Тбіліський емірат — середньовічне ісламське володіння на території Грузії. Арабською його назва звучала як «Імара ат-Тифліс». Емірат у складі Арабського халіфату був заснований в 30-ті роки VIII століття. Емірат управлявся спочатку династією Шуабідів (гілка династії Омеядів). А потім після заколоту еміра Ісхака ібн Ісмаїла (відомого також під ім'ям Саак) її змінила династія Джаффаридів.
Тбілісі (Ель-Тефеліс) був столицею емірату і його перебудували за зразком інших міст халіфату. За людністю серед міст Кавказу він поступався тільки Дербенту.
У складі Вірменського емірату Тбіліський емірат існував в Східній Грузії з 736 по 1122 рік (фактично — до 1080 року), а в Західній — з 735 до середини IX ст.
Після 1080 згадки про тбіліського еміра зникають. За грузинськими джерелами, містом правила рада старійшин. В 1122 році в Тбілісі тріумфально увійшов цар Давид IV Будівельник, який зробив місто столицею держави Багратіонів.

## Історія

Джурзан на початку утворення

Араби вперше з'явилися в Картлі у 645 році. Втім лише у 735 році їм вдалося встановити міцний контроль над значною частиною країни. У тому році халіф Марван II захопив Тбілісі та значну частину сусідніх земель і призначив там арабського аміртаміра, якого мав затверджувати халіф або, іноді, остикан Армінії. Колишня Картлі отримала арабську назву Джурзан (у Візантії відома як Армінія II). Тбілісі, що зватися аль-Тефеліс, стало центром Джурзану.
У арабський період аль-Тефеліс перетворився на центр торгівлі між ісламським світом і північною Європою. Крім того, він функціонував як ключовий арабський форпост проти візантійських та хозарських володінь. 
Після боротьби за владу між аль-Аміном і аль-Мамуном 811—813 років почалося послаблення Аббасидського халіфату. Цим скористався емір Ісмаїл ібн Шуаб, що фактично став незалежним. Але 813 року у битві при Ксані зазнав поразки від царства Тао-Кларджеті. Але вже 829 року новий емір Мухаммад I ібн Атаб повстав, проте ззанав поразки. 
839 року повстав емір Ісхак ібн Ісмаїл, який спочатку у союзі з Кахетинським князівством здобув перемогу над арабським військом у битві біля Реху. Але 853 року ат-Тефеліс було захоплено халіфським військом на чолі з Бугою аль-Кабіром, а Ісхака страчено. Халіф Аль-Мутеваккіль вирішив не відбудовувати місто, внаслідок чого престиж і авторитет Аббасидів у регіоні почали згасати. Емірат використовували як базу для походів проти Абхазії, Кахетії та тао-Кларджеті. Але до 882 територія емірату скоротилася до околиць ат-Тефелісу. 
914 року емір Джафар ібн Алі визнав зверхність Саджидів. Також зумів передати владу синові Мансуру. Останній намагався зробити емірат незалежним від сусідів. При цьому пстійно боровся проти християнських держав-сусідів. Він першим став карбувати срібні дирхеми з власним ім'ям, але також вказував ім'я багдадського халіфа аль-Муті. Зрештою визнав зверхність Саларидів, яку скинув вже наступний еміра Джафар II. 
Алі II вимушен був боротися проти абхазького царя Баграта III. Згодом також Алі II визнав зверхність Гянджинського емірату. 1032 року емір Джафар III увійшов до союзу з Ташир-Джорагеті, Гереті, Тріалеті, Картлі проти Гянджинського емірату. 1033 року Джафара III викрадено Ліпаритом IV Багуаші, еріставі Тріалеті, і Іване Абазадзе, еріставі Картлі. Але вони не наважилися захопити аль-Тефеліса. 1037 року еміра було звільнено грузинським царем Багратом IV в обмін на визнання його зверхності. З кінця 1038 року почалася облога аль-Тефеліса військами Ліпарита IV, яка тривала до 1040 року. Джафар III зумів зберегти владу. 
1046 року внаслідок боротьби за владу вплив емірів значно послаб на користь ради раїсів (старійшин). 1062 року встановлено зверхність Сельджуцької імперії. Але починається боротьба за аль-Тефеліс між Грузинським царством і Гянджинським еміратом. 1088 року післі приєднання Гянджинського емірату до володінь Сельджуків управління аль-Тефелісом було передано радою раїсів. 1122 року після запеклої облоги грузинський цар Давид IV захопив аль-Тефеліс, припинивши існування цього емірату.

## Територія
Спочатку тбіліському еміру підкорялася вся Східна Грузія, але на межі VIII-IX століть територія емірату поступово зменшувалася. У IX—XI ст. північний кордон Тбіліського емірату сягав Дигомської лощини. На півдні тбіліського еміру належали фортеці Біртвісі, Орбеті та Парцхісі. На заході з еміратом межувала Тріалеті. Східний кордон емірату проходила річкою Курою. Ближче до середини ІХ ст. територія емірату скоротилася до меж Картлі.
У першій половині IX століття Тбілісі був другим за розміром після Дербента, містом на Кавказі, з населенням щонайменше 50 тис. осіб.

## Управління
Спочатку на чолі стояв аміртамір (намісник) ат-Тефеліса, згодом посада називалася валі Джурзана. На початку IX ст. закріпився титул еміра ат-Тефеліса.

### Еміри
- Ісмаїл ібн Шуаб (790-ті — 813)
- Мухаммад I ібн Атаб (813—829)
- Алі ібн Шуаб (829—833)
- Ісхак ібн Ісмаїл (833—853)
- Мухаммад II ібн Халіл (853—870), вперше
- Іса ібн аш-Шейх (870—876)
- Ібрагім ібн Шейбані (876—878)
- Мухаммад II ібн Халіл (878), вдруге
- Гарбулок (878—882)
- Джафар I (882—914), встановив владу власної династії
- Мансур I (914—952)
- Джафар II (952—981)
- Алі II (981—1032)
- Джафар III (1032—1046)
- Мансур II (1046—1054), вперше
- Абу'л-Хаджа (1054—1062)
- Фадл I (1062—1063), вперше, також емір Гянджи
- Саїд (1063—1068), вперше
- Фадл I (1068—1070), вдруге
- Саїд (1070—1076), вдруге
- Мансур II (1076—1083), вдруге
- Фадл II (1083—1089), також емір Гянджи
- рада раїсів (1089—1122)

## Релігія
Напочатку мусульмани були араби-військовики, що перебували у фортецях. З часом Тбілісі став переважно мусульманським, але мусульманський вплив був обмежений власне столиею, тоді як околиці та інші землі емірату залишалися переважно християнськими.

## Архітектура
Тбілісі було великим містом з міцною подвійною стіною, пронизаною трьома воротами. Воно лежало на обох берегах річки Кура, і дві частини були з'єднані мостом з човнів. Середньовічні географи згадують його термальні джерела, які постійно постачали гарячу воду до лазень. На річці були водяні млини. Будинки було побудовано переважно з соснового дерева, на подив сучасних арабських мандрівників. 